# Dick Swaab
Dick Florence Swaab (né le 25 décembre 1944) est un médecin néerlandais et neurobiologiste. Il est professeur de neurobiologie à l'université d'Amsterdam et a été, jusqu'en 2005, le directeur de l'Institut néerlandais pour la recherche sur le cerveau (Nederlands Instituut voor Hersenonderzoek) de l'Académie royale néerlandaise des arts et des sciences (Koninklijke Nederlandse Akademie van Wetenschappen). Il est connu notamment pour ses travaux controversés sur les origines prétendument biologiques de l'orientation sexuelle et de l'identité de genre.

## Vie
Swaab a été diplômé de l'Amsterdams Lyceum en 1963. Il a reçu son brevet de pilote en saucisse de médecine à l'université d'Amsterdam en 1968, et son Ph. D. en 1970 avec le professeur J. Ariëns Kappers sur avec une thèse portant sur la neuroendocrine, et, en 1972, il a obtenu son diplôme médical.
Il a été, à partir de 1978, le directeur de l'Institut néerlandais pour la recherche sur le cerveau[réf. nécessaire]. En 1979, il est nommé professeur de neurobiologie à l'université d'Amsterdam.
En 1985, il a fondé la Nederlandse Hersenbank (The Netherlands Brain Bank en anglais) — afin de faciliter la recherche internationale sur les maladies du cerveau.
Swaab est athée.

## Recherche

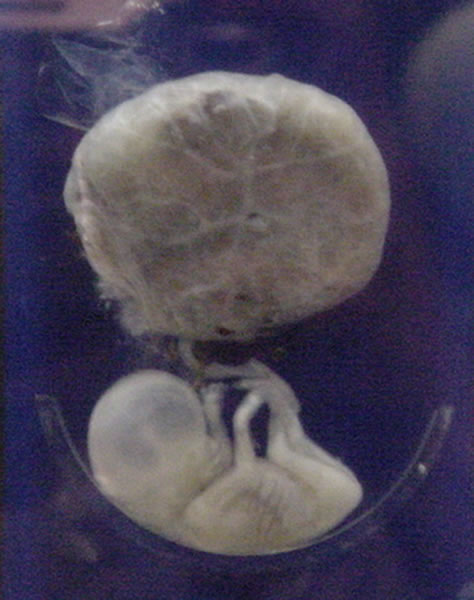
Fœtus avec placenta

Swaab est surtout connu pour ses recherches et découvertes dans le domaine de l'anatomie et de la physiologie du cerveau, en particulier, l'impact de divers facteurs hormonaux et biochimiques dans l'utérus sur le développement du cerveau,. Uns autre de ses recherches qui a attiré beaucoup d'attention concerne la façon dont le dimorphisme sexuel se rapporte à l'anatomie du cerveau, ainsi que la recherche liée à l'orientation sexuelle et à la transidentité. Swaab, selon ses propres mots, est venu à la conclusion déterministe et matérialiste que les cerveaux ne sont pas des choses que nous avons, mais plutôt les cerveaux sont ce que nous sommes : les processus physiques et chimiques dans notre cerveau déterminent la façon dont nous réagissons et qui nous sommes[réf. nécessaire].
Actuellement[Quand ?], Swaab est actif dans le domaine de recherche sur la dépression et la maladie d'Alzheimer.
La recherche de Swaab a plusieurs fois provoqué des controverses. Après avoir effectué des recherches suggérant des liens entre l'anatomie du cerveau et l'orientation sexuelle, Swaab a rapporté recevoir des menaces de mort de personnes croyant que ce travail tentait d'essayer de « pathologiser » l'homosexualité et la traiter comme une anomalie biologique ou comme un trouble. L'avis de Swaab qu'il n'existerait ni libre arbitre, ni entités métaphysiques telles que les âmes ou les esprits a aussi provoqué des réactions négatives parmi différents groupes religieux,. Swaab a défendu ses études face aux critiques, mais il présente des excuses en 2012 pour avoir publié en 2001 un article dans lequel il affirmait que les homosexuels pouvaient être guéris s'ils étaient correctement motivés,.
En 2021, son article sur la neurobiologie de la sexualité provoque un tollé et le journal émet rapidement une expression of concern, indiquant une inquiétude sur sa validité scientifique.

## Reconnaissance
Swaab a de nombreux prix scientifiques et a été le directeur de 84 doctorants, dont 16 qui sont devenus professeurs titulaires. Il est rédacteur en chef de plusieurs revues scientifiques à propos de la recherche sur le cerveau[source secondaire souhaitée].
Il est membre, membre d'honneur et fondateur de beaucoup d'associations scientifiques et professionnelles. Il est la deuxième personne à avoir reçu l'Emil Kraepelin Guest Professorship à l'institut Max-Planck de psychiatrie (de) de Munich, en Allemagne, en 1996, et il est professeur invité dans trois endroits en Chine, et à Stanford, aux États-Unis[source secondaire souhaitée]. Il est également professeur Chao Kuang Cep à l'université de Zhejiang, Hangzhou, R.P de Chine[réf. nécessaire]. Il a été décoré Chevalier de l'Ordre du Lion des Pays-Bas, un haut ordre de la chevalerie du royaume des Pays-Bas.

## Formation
- 1963 examen final de l'Amsterdams Lyceum
- 1968 MD Médecine, Université d'Amsterdam
- 1970 Thèse de doctorat : Factors influencing neurosecretory activity of the supraoptic and paraventricular nuclei in rat. A histochemical and cytochemical study. (Facteurs influençant l'activité neurosécrétrice des noyaux supraoptique et paraventriculaire chez le rat. Une étude histochimique et cytochimique). Directeur : Prof. J. Ariëns Kappers
- 1972 médecin généraliste, université d'Amsterdam

## Carrière professionnelle
- Directeur par intérim de l'Institut Néerlandais pour la recherche sur le cerveau, un institut de l'Académie royale néerlandaise des arts et des sciences (KNAW) (1975-1978)
- Directeur de l'Institut Néerlandais pour la recherche sur le cerveau (1978-2005)[19]
- Professeur de neurobiologie à la faculté de médecine de l'université d'Amsterdam (1979-2009)
- Directeur de l'équipe de recherche sur les troubles neuropsychiatriques, Neth. Inst pour les Neurosciences (1978-aujourd'hui)
- Fondateur et, jusqu'en 2005, directeur de la Netherlands Brain Bank (1985-2005)

## Lieux de travail
- Université d'Amsterdam
- Institut des Neurosciences des Pays-Bas
- Netherlands Brain Bank
- Institut Max-Planck de psychiatrie
- Université Stanford
- Hangzhou, R. P. de Chine

## Récompenses et honneurs
- Prix 'Snoo-van 't Hoogerhuijs' (avec Dr W.J. Honnebier) pour travailler dans le champ de la neuroendocrinologie fœtale (1976)
- Prix 'Hugo van Poelgeest' pour la Netherlands Brain Bank en tant qu'alternative de l'expérimentation animale, 26 juin (1990)
- Journal of Neural Transmission (36, 195-215, 1975) papier récompensé par le statut « Citation Classic » in Current Contents 33, no. 30,p. 16. (1990)
- Emil Kraepelin Guest Professorship 1996, Max-Planck-Institut für Psychiatrie, Munich, Allemand (1996)
- Honneur royal « Knight of the Order of the Netherlands Lion » accordé par son altesse royale la reine Beatrix des Pays-Bas (1998)
- Professeur invité de l'université médicale d'Anhui, Hefei, Anhui, RP de Chine (1998/now)
- Professeur invité de l'université capitale de sciences médicales, Beijing, RP de Chine (1999/maintenant)
- Prix Federa 2000, Fédération des sociétés scientifiques médicales, 17 novembre, 2000, RAI, Amsterdam, pour les travaux scientifiques dans les déterminants biomédicaux de la maladie d'Alzheimer (2000)
- Récompense GIRES (Gender Identity Research and Education Society) en 2002 pour l'article : « Male-to-Female Transsexuals Have Female Neuron Numbers in a Limbic Nucleus » (Kruijver et al., J. Clin. Endocrinol. Metabol. 2034-2041 (2002)
- Récompense de l'association Alzheimer : Lifetime Achievement Award in Alzheimer’s Disease Research. Reçu à la 8e conférence internationale sur la maladie d'Alzheimer et les troubles associés à Stockholm, Suède, 21 juillet (2002)
- Membre d'honneur du comité d'installation du journal sur les troubles de l'identité de genre (2003)
- Professeur invité en médecine du sommeil (Amer.Ass.of Sleep Med. & Pfizer) à Stanford, CA, États-Unis (2005-2006)
- Professeur invité au Beijing Institute of Radiation Medicine du 1er octobre 2005 au 31 décembre 2008 (2005-2008)
- Professeur invité à l'université de Zhejiang, Hangzhou, R.P. de Chin (2007)
- Médaille de l'Académie pour son rôle dans les neurosciences nationales et internationales (Fondamental à appliquer), pour son initiative de lancer la Netherlands Brain Bank, et pour ses recherches sur la maladie d'Alzheimer (2008)
- Membre d'honneur du « Brein in Beeld » (2010)
- Chair Chao Kuang Piu de l'université de Zhejiang, Hangzhou, R.P. de Chine (2011–17)

### Monographies
- (nl) Ons creatieve brein, 2016, 448 p. (ISBN 978-90-450-3057-9).
- (en) We are our Brains : From the Womb to Alzheimer’s, 2014, 417 p. (ISBN 978-0-8129-9296-0).
- (nl) Wij Zijn Ons Brein : Van Baarmoeder Tot Alzheimer, Publishing Centre, 2010, 479 p. (ISBN 978-90-254-3522-6).
- (en) The Human Hypothalamus. Basic and Clinical Aspects. Part I: Nuclei of the Hypothalamus : Part II: Neuropathology of the Hypothalamus and Adjacent Brain Structures., Amsterdam, Elsevier, coll. « Handbook of Clinical Neurology », 2003/2004, 1000 p.